# Jan Wijnants
Jan Wijnants (nascido em 8 de setembro de 1958) é um ex-ciclista de estrada belga. Representou seu país, Bélgica, na prova de estrada individual nos Jogos Olímpicos de Verão de 1980, embora ele não tenha conseguido completar a corrida.